# Nimzowitsch-védelem
 Ez a cikk a sakkjátszmák algebrai lejegyzését alkalmazza.
|    | |    |    |    |    |    |    |
|    | \| \| \| \| \| \| \| \| \| \| \| \| \| \| \| \| \| \| \| \| \| \| \| \| \| \| \| \| \| \| \| \| \| \| \| \| \| \| \| \| \| \| \| \| \| \| \| \| \| \| \| \| \| \| \| \| \| \| \| \| \| \| \| \| \| \| \| \| \| \| \| \| |    |    |    |    |    |    |
|    | |    |    |    |    |    |    |
| a8 | b8 | c8 | d8 | e8 | f8 | g8 | h8 |
| a7 | b7 | c7 | d7 | e7 | f7 | g7 | h7 |
| a6 | b6 | c6 | d6 | e6 | f6 | g6 | h6 |
| a5 | b5 | c5 | d5 | e5 | f5 | g5 | h5 |
| a4 | b4 | c4 | d4 | e4 | f4 | g4 | h4 |
| a3 | b3 | c3 | d3 | e3 | f3 | g3 | h3 |
| a2 | b2 | c2 | d2 | e2 | f2 | g2 | h2 |
| a1 | b1 | c1 | d1 | e1 | f1 | g1 | h1 |

| a8 | b8 | c8 | d8 | e8 | f8 | g8 | h8 |
| a7 | b7 | c7 | d7 | e7 | f7 | g7 | h7 |
| a6 | b6 | c6 | d6 | e6 | f6 | g6 | h6 |
| a5 | b5 | c5 | d5 | e5 | f5 | g5 | h5 |
| a4 | b4 | c4 | d4 | e4 | f4 | g4 | h4 |
| a3 | b3 | c3 | d3 | e3 | f3 | g3 | h3 |
| a2 | b2 | c2 | d2 | e2 | f2 | g2 | h2 |
| a1 | b1 | c1 | d1 | e1 | f1 | g1 | h1 |

A Nimzowitsch-védelem egy félig nyílt megnyitás, melynek kezdőlépései:
1. e4  Hc6
Ez a szokatlan, Aaron Nimzowitsch által kidolgozott megnyitás jó példa a hipermodern megnyitásra, melyben sötét felkínálja elfoglalásra világos gyalogjai számára a centrumot. Sötét célja, hogy később tisztekkel, távolról támadja azokat. Ha világos pontatlanul játszik, sötét jól időzített gyaloglépéssel könnyen aláássa a világos állását vagy támadhatja a centrumot védő bábukat. Garri Kaszparov világbajnok és Raymond Keene nagymester mondta, hogy „Sohasem tekintették teljesen megbízható védelemnek. Mindazonáltal szilárd megnyitás, amely temérdek lehetőséget kínál ismeretlen területek felfedezésére a saját útjukat járók számára.”
A megnyitás a B00 kód alatt szerepel a Sakkmegnyitások enciklopédiájában.

## Főbb változatok
- 1.e4 Hc6 Nimzowitsch-védelem
- 1.e4 Hc6 2.b4 Wheeler-csel
- 1.e4 Hc6 2.d4 a6 Woodchuck-változat
- 1.e4 Hc6 2.d4 d6 Mikenas-változat
- 1.e4 Hc6 2.d4 e5 Kennedy-változat
- 1.e4 Hc6 2.d4 e5 3.dxe5 Fc5 Kennedy-változat, Bielefelder-csel
- 1.e4 Hc6 2.d4 e5 3.dxe5 d6 Kennedy-változat, de Smet-csel
- 1.e4 Hc6 2.d4 e5 3.dxe5 f6 Kennedy-változat, Hammer-csel
- 1.e4 Hc6 2.d4 e5 3.dxe5 Vh4 Kennedy-változat, Herford-csel
- 1.e4 Hc6 2.d4 e5 3.dxe5 Hxe5 4.Hc3 Kennedy-változat, Keresz-támadás
- 1.e4 Hc6 2.d4 e5 3.d5 Kennedy-változat, Linksspringer-változat
- 1.e4 Hc6 2.d4 e5 3.dxe5 Hxe5 4.f4 Hg6 Kennedy-változat, fő folytatás
- 1.e4 Hc6 2.d4 e5 3.dxe5 Hxe5 4.Hf3 Kennedy-változat, Paulsen-támadás
- 1.e4 Hc6 2.d4 e5 3.dxe5 Hxe5 4.f4 Hc6 Kennedy-változat, Riemann-védelem
- 1.e4 Hc6 2.d4 d5 skandináv változat
- 1.e4 Hc6 2.d4 d5 3.exd5 Fb4 skandináv változat, Aachen-csel
- 1.e4 Hc6 2.d4 d5 3.e5 skandináv változat, előretörő változat
- 1.e4 Hc6 2.d4 d5 3.Hc3 skandináv változat, Bogoljubov-változat
- 1.e4 Hc6 2.d4 d5 3.Hc3 a6 skandináv változat, Bogoljubov-változat, Brandics-csel
- 1.e4 Hc6 2.d4 d5 3.Hc3 g6 skandináv változat, Bogoljubov-változat, Erben-csel
- 1.e4 Hc6 2.d4 d5 3.Hc3 e5 skandináv változat, Bogoljubov-változat, Heinola–Deppe-csel
- 1.e4 Hc6 2.d4 d5 3.Hc3 dxe4 4.d5 He5 skandináv változat, Bogoljubov-változat, Nimzowitsch-csel
- 1.e4 Hc6 2.d4 d5 3.Hc3 dxe4 4.d5 Hb8 5.f3 skandináv változat, Bogoljubov-változat, Richter-csel
- 1.e4 Hc6 2.d4 d5 3.Hc3 Hf6 skandináv változat, Bogoljubov-változat, Vehre-változat
- 1.e4 Hc6 2.d4 d5 3.exd5 Vxd5 skandináv változat, csereváltozat
- 1.e4 Hc6 2.d4 d5 3.exd5 Vxd5 4.Hc3 skandináv változat, csereváltozat, Marshall-csel
- 1.e4 Hc6 2.d4 d5 3.Fe3 Hornung-csel
- 1.e4 Hc6 2.d4 e6 3.Hf3 f5 4.exf5 Hf6 Franco-Hiva-csel
- 1.e4 Hc6 2.d4 f6 Neo-Mongoloid-védelem
- 1.e4 Hc6 2.Fb5 pszeudo-spanyol-változat
- 1.e4 Hc6 2.Hc3 g6 Pirc-kapcsolat
- 1.e4 Hc6 2.Hc3 Hf6 3.d4 e5 Breyer-változat
- 1.e4 Hc6 2.Hf3 elhárított változat
- 1.e4 Hc6 2.Hf3 Hf6 3.e5 Hg4 El Columpio-védelem
- 1.e4 Hc6 2.Hf3 Hf6 3.e5 Hg4 4.d4 d6 5.h3 Hh6 6.e6 El Columpio-védelem, El Columpio-csel
- 1.e4 Hc6 2.Hf3 Hf6 3.e5 Hg4 4.d4 d6 5.h3 Hh6 6.exd6 El Columpio-védelem, csereváltozat
- 1.e4 Hc6 2.Hf3 Hf6 3.e5 Hg4 4.d4 d6 5.h3 Hh6 6.Fb5 El Columpio-védelem, Pin-változat
- 1.e4 Hc6 2.Hf3 d6 Williams-változat
- 1.e4 Hc6 2.Hf3 e6 Franco–Nimzowitsch-változat
- 1.e4 Hc6 2.Hf3 f5 Lean-változat
- 1.e4 Hc6 2.Hf3 f5 3.exf5 Lean-változat, Colorado elfogadott ellencsel

(forrás: )

## Stratégiai megfontolások
- 2.d4 d5. Nimzowitsch ötlete eredeti alakjában. Világos ezután választhat, hogy(1) 3. e5-öt lép, amire sötét 3...Ff5-tel (3...f6 szintén jó, de bonyolultabb változat) válaszol, majd ...e6-tal folytatja, (ami már nem zárja be a világos futót), amelyet világos központi gyalogláncát támadó lépések követnek, mint f6, és c5. Másik lehetőség, hogy (2) 3.exd5 Vxd5 4. Hf3. majd Hc3. A cél az,  hogy a vezér támadásával időt nyerjen, azonban ekkor sötét nyomást tud gyakorolni  a centrumra 4...Fg4, vagy e5; vagy 4.Hc3 Vxd4 5. Ve2, amely kockázatos cseljáték, veszélyes a felkészületlen védő számára. (3) 3.Hc3 dxe4 (3...e6  olyan Francia védelem változathoz vezet, ami rosszabb, mint a főváltozat, mert sötétnek blokkolva van a c gyalogja) 4.d5 He5, világos általában cseljátékot játszik, 5 Vd4, vagy 5.Ff4 Hg6 6.Fg3

- 2.d4 e5. Nyugodt játékot kínáló elágazás Tony Miles brit nagymester által kedvelt variáció volt. Világos átmehet a skót megnyitásba 3. Hf3, vagy 3.d5 Hce7 (3... Hb8 itt nem olyan rossz, mint amilyennek tartják) világos csekély előnyt szerez. Egy másik megközelítés: 3. dxe5 Hxe5, amikor világos kisebb pozícióelőnyhöz jut. 4. Hf3-t is játszhat, ami sokkal agresszívabb (de potenciálisan gyengébb is), és erősebb is, mint f4.

- 2.Hf3. Az elhárított Nimzowitsch-védelem bevezető lépése, a legtöbb adatbázis szerint a leggyakoribb folytatás. Világos kitér a Nimzowitsch-védelem bonyodalmai elől. Itt sötét általában d5-tel válaszol, így átmegy a dupla királygyalog megnyitásba, melynek már több alváltozata van.
  - 2...e5. Átmegy a királygyalog-megnyitásba, mely lépések után 3.Fc4 az olasz megnyitás, 3.Fb5 a spanyol megnyitás, 3.d4 a skót megnyitás változatait eredményezi.
  - 2...d6. Williams-változat, 3.d4 a leggyakoribb folytatás utána.
  - Más lépések: 2...e6, 2...Hf6, 2...g6 mind valamely más megnyitási változatba tereli a játékot, például Pirc-védelem, francia védelem, skandináv védelem, Aljechin-védelem, Robatsch-védelem.
  - Az éles 2...f5 bonyolult állásokat eredményez, például 3.exf5 d5 4.Hh4!? e5!? 5. Vh5+ g6 6.fxg6 Hf6! 7.g7+ Hxh5 8.gxh8=V Vxh4 9.Vxh7 Hd4, ahol világosnak bástyaelőnye van, de sötét jobban kifejlődött, és a világos király sebezhető. A Naiditsch–Doettling-játszma (Dortmund, 2000) bonyolult játék után döntetlenül végződött: 10.Vg6+ Kd8 11.d3 Hf4! 12.Vf7 Fb4+ 13.c3 Fg4! 14.Vg8+ Kd7 15.Vg7+ Kc6 16.g3 Hf3+ 17.Kd1 Hd4+ 18.Kd2 Hf3+ 19.Kd1 Hd4+ ½–½. Gary Lane brit nemzetközi mester a szolidabb 4.d4-et választotta, és Fxf5 5.Fb5 (az e5-mező fölötti ellenőrzés érdekében) Vd6 6.He5 Hf6 7.0-0 Hd7 8.Fxc6 bxc6 9.Vf3! Hxe5 (vagy 9...e6 10.g4 Fg6 11.Hxg6 hxg6 12.Ff4 Vb4 13.Vd3) 10.Vxf5 Hf7 11.Ff4 Vd7 12.Vxd7+ Kxd7 13.Hd2 után a sötét gyalogszerkezet miatt világos kis előnye mutatható ki. Shaw–Salmensuu, csapat-Európa-bajnokság (León, 2001) (1-0, 63).[2]

## A megnyitásban rejlő problémák sötét számára
- Sötét már rögtön, a játszma elején feladja a centrumot.
- A Hc6 lépés blokkolja a c gyalog mozgását, a vezérszárny fejlesztése akadályozott.
- Világos d4, majd d5 lépéssel a c6-ra fejlesztett sötét huszárt könnyen elüldözheti.
- Világos stabil centrumállást tud kialakítani, amelyet nehéz aláásni.